# Erythrolamprus mimus
Espèce
Synonymes
- Opheomorphus mimus Cope, 1868
- Erythrolamprus mimus impar Schmidt, 1936

Statut de conservation UICN

 LC  : Préoccupation mineure
Erythrolamprus mimus  est une espèce de serpents de la famille des Dipsadidae.

## Répartition
Cette espèce se rencontre :
- au Honduras ;
- au Nicaragua ;
- au Costa Rica ;
- au Panama ;
- en Colombie ;
- au Pérou ;
- en Équateur ;
- au Brésil.

## Liste des sous-espèces
Selon The Reptile Database (8 août 2013) :
- Erythrolamprus mimus micrurus Dunn & Bailey, 1939
- Erythrolamprus mimus mimus (Cope, 1868)

## Publications originales
- Cope, 1869 "1868" : Sixth Contribution to the Herpetology of Tropical America. Proceedings of the Academy of Natural Sciences of Philadelphia, vol. 20, p. 305-313 (texte intégral).
- Dunn & Bailey, 1939 : Snakes from the uplands of the Canal Zone and of Darien. Bulletin of the Museum of Comparative Zoology at Harvard College, vol. 86, no 1, p. 1-22 (texte intégral).